# Pierella lesbia
Pierella lesbia är en fjärilsart som beskrevs av Otto Staudinger 1888. Pierella lesbia ingår i släktet Pierella och familjen praktfjärilar. Inga underarter finns listade i Catalogue of Life.